# Papiro Oxirrinco 71
El Papiro Oxirrinco 71 también llamado P. Oxy. 71 es un documento que contiene dos peticiones, dirigida al Prefecto romano y escrito en griego. El manuscrito fue escrito en papiro en forma de una hoja. Fue descubierto por Bernard Pyne Grenfell y Arthur Surridge Hunt en 1897, en Oxirrinco, Egipto. El documento fue escrito el 28 de febrero del 303. En la actualidad se conserva en el Museo Británico, Londres, Reino Unido. El texto fue publicado por Grenfell y Hunt en 1898.

## Documento
La carta estaba dirigida a Clodio Culcianus, prefecto. La primera petición fue escrita por Aurelio Demetrio, hijo de Nilus (sacerdote en Arsinoe). La segunda petición fue escrita por Aurelia, una viuda. El lado reverso del papiro contiene una lista de edificios y medidas, escrito en tres columnas. Las mediciones del fragmento son 260 por 548 mm.